# USS Farquhar (DD-304)
USS Farquhar (DD-304) là một tàu khu trục lớp Clemson được Hải quân Hoa Kỳ chế tạo vào cuối Chiến tranh Thế giới thứ nhất. Nó là chiếc tàu chiến đầu tiên của Hải quân Hoa Kỳ được đặt theo tên Chuẩn đô đốc Norman von Heldreich Farquhar (1840-1907), người từng tham gia cuộc Nội chiến Hoa Kỳ. Farquhar ngừng hoạt động năm 1930 và bị tháo dỡ năm 1932 nhằm tuân thủ quy định hạn chế vũ trang của Hiệp ước Hải quân London.

## Thiết kế và chế tạo
Farquhar được đặt lườn vào ngày 13 tháng 8 năm 1918 tại xưởng tàu Union Iron Works, của hãng Bethlehem Shipbuilding Corporation ở San Francisco, California. Nó được hạ thủy vào ngày 18 tháng 1 năm 1919, được đỡ đầu bởi bà J. Reed; và được đưa ra hoạt động vào ngày 5 tháng 8 năm 1920 dưới quyền chỉ huy của Hạm trưởng, Thiếu tá Hải quân R. A. Hall.

## Lịch sử hoạt động
Farquhar đi đến cảng nhà của nó tại San Diego, California vào ngày 26 tháng 8 năm 1920, và được phân về Hạm đội Thái Bình Dương. Nó tham gia hoạt động huấn luyện, cơ động và tập trận dọc theo vùng bờ Tây Hoa Kỳ, trải dài từ Washington đến vùng kênh đào Panama. Vào tháng 8 năm 1921, nó đã cứu vớt 42 hành khách từ chiếc SS San Jose bị đắm ngoài khơi bờ biển Mexico. Vào các năm 1924 và 1927, nó tham gia các cuộc tập trung hạm đội tại vùng biển Caribe, và trong chuyến đi thứ hai đã đi lên phía Bắc để viếng thăm New York, Newport, Rhode Island và Norfolk trước khi quay trở về San Diego.
Farquhar lên đường đi sang vùng quần đảo Hawaii vào tháng 4 năm 1925 để thực tập cơ động, và đã tham gia một lực lượng hải quân lớn cho một chuyến đi viếng thăm Samoa, Australia và New Zealand trước khi quay trở về vùng bờ Tây vào tháng 9. Từ tháng 4 đến tháng 6 năm 1928, nó lại đi đến khu vực Hawaii cho đợt thực hành cùng toàn thể Hạm đội Chiến trận. Nó đưa các quân nhân dự bị trong chuyến đi huấn luyện vào tháng 7 năm 1929, và sang tháng sau bắt đầu chuẩn bị để ngừng hoạt động tại San Diego.
Farquhar được cho xuất biên chế vào ngày 20 tháng 2 năm 1930, và sau khi được tạm thời sử dụng như một tàu trại binh cho các tàu ngầm, nó bị tháo dỡ nhằm tuân thủ các điều khoản hạn chế vũ trang của Hiệp ước Hải quân London. Vật liệu tháo dỡ được đem bán vào ngày 23 tháng 4 năm 1932.